# بيير بيتري
بيير بيتري (بالفرنسية: Pierre Petry)‏ هو لاعب كرة قدم لوكسمبورغي، ولد في 13 يوليو 1961. لعب مع نادي بروغريس نيدركورن.

## وصلات خارجية
- بيير بيتري على موقع قاعدة بيانات كرة القدم.إي يو (الإنجليزية)
- بيير بيتري على موقع ناشيونال فوتبول تيمز (الإنجليزية)